# Ачаяха
Ачаяха (устар. Ача-Яха) — река в России, протекает по Надымскому району Ямало-Ненецкого АО. Устье реки находится в 7 км по левому берегу реки Хойяха. Длина реки составляет 30 км.

## Данные водного реестра
По данным государственного водного реестра России относится к Нижнеобскому бассейновому округу, водохозяйственный участок реки — Надым. Речной бассейн реки — Надым.
Код объекта в государственном водном реестре — 15030000112115300051382.